# KGCA-LP
KGCA-LP（106.9 FM）是位于关岛的一个基督教广播电台，发射台位于杜梦，在2006年9月1日开播。在美国联邦通信委员会登记呼号为KGCA-LP。